# Juanjo el Rápido
Juan José Jiménez Blázquez, conocido por el seudónimo de Juanjo el rápido, es un historietista y editor de cómic español, nacido en Carabanchel (Madrid) el 10 de febrero de 1967. Con sus premiados fanzines, dinamizó la industria de su país.

## Biografía
Juan José Jiménez Blázquez estudió Bellas Artes en la Universidad Complutense. 
En 1993 aprobó la oposición a profesor de Secundaria y junto a Pepe Murciego y Diego Ortiz cofundó el fanzine "La más bella".
Cuatro años después, hizo lo propio con "Idiota y Diminuto", que ganó el premio al mejor fanzine en el Salón del Cómic de Barcelona (1998) y en el Salón del Cómic de Madrid (2001).
En el nuevo siglo produjo "TOS" (2002), con Nacho Casanova, y "Humo" (2005) para Astiberri.